# Richard Douglas Husband
Richard Douglas „Rick“ Husband (12. července 1957 – 1. února 2003) byl americký vojenský pilot a astronaut. Zahynul na palubě raketoplánu Columbia, který se rozpadl po vstupu do zemské atmosféry.

## Život

### Mládí a výcvik
Narodil se 12. července 1957 ve městě Amarillo v Texasu. Dostudoval v roce 1980 obor strojírenství na Texaské technice v Lubbocku a nastoupil k vojenskému letectvu. Pilotním výcvikem prošel na základně Vance Air Force Base ve státě Oklahoma. Zpočátku létal na strojích F-4E. Na základně Edwards v Kalifornii absolvoval Školu zkušebních pilotů, pak byl instruktor a zkušební pilot. Nalétal přes 3800 hodin na strojích 40 různých typů. Pokračoval ve studiu na Kalifornské státní univerzitě ve Fresnu, kterou úspěšně zakončil v roce 1990 a nastoupil jako zkušební pilot na britské letecké základně Bascombe Down.

### U NASA
V prosinci roku 1994 Husband prošel konkurzem na astronauta. S výcvikem v Johnsonově kosmickém středisku začal v březnu 1995. Po ukončení základního výcviku pracoval na vylepšení raketoplánů, na plánovaném záchranném člunu pro kosmickou stanici CRV (Crew Return Vehicle), podílel se na studiích o možnosti letu na Měsíc a na Mars, působil jako manažer oddělení bezpečnosti astronautů.

### Lety do vesmíru
Svůj první let do vesmíru absolvoval jako pilot raketoplánu Discovery v roce 1999 při misi STS-96.
V roce 2000 byl jmenován do funkce velitele posádky raketoplánu Columbia pro misi STS-107, na start však musel čekat až do roku 2003. Raketoplán odstartoval z mysu Canaveral v půli ledna 2003 bez problémů. Na palubě bylo sedm astronautů: Richard Husband, Michael Anderson, Kalpana Chawlaová, David Brown, Laurel Clarková, Ilan Ramon z Izraele a William McCool. Během letu provedli 80 různých experimentů. Úspěch mise se však proměnil v katastrofu, když se během přistávacího manévru v atmosféře nad Texasem raketoplán rozpadl a celá posádka zahynula.
- STS-96, Discovery (27. května 1999 – 6. června 1999)
- STS-107, Columbia, start (16. ledna 2003 – přistával 1. února 2003)

Richard Husband byl hluboce věřící. S manželkou Evelyn měl syna Matthewa a dceru Lauru.

## Uctění památky
Po katastrofě po něm pojmenovali nejvyšší horu pohoří Columbia Hills na Marsu jako Husband Hill. Jeho jméno též nese letiště v jeho rodném městě Husband Amarillo International Airport a planetka (51823) Rickhusband.